# وابستگی به فروشنده
وابستگی به فروشنده یا گیرکردگی به فروشنده (به انگلیسی: Vendor lock-in) یا انحصارطلبی توسط فروشنده، شرایطی است که در آن خریدار به فروشنده وابسته است و قادر نیست کالا یا خدمات مورد نیاز خویش را از فروشندهٔ دیگری تهیه کند، زیرا فروشنده اول با روش‌هایی معمولاً ناسالم خریدار را مجبور به خرید کالا یا خدمات خود می‌کند.
سیم لاکینگ (sim locking)
فروشنده با فروش کالایی که فقط با استفاده از سرویس او قابل استفاده می‌باشد یا به تعبیر بهتری با استفاده از سیم کارت خود فروشنده است که گوشی خاصی کار می‌کند. این گوشی‌ها معمولاً به صورت محدود به یک سیم کارت خاص ساخته شده و با جایگزینی سیم کارت شرکت دیگری از کار می‌افتند. به این روش که مشتری را با قفل سیم کارتی به فروشنده ای خاص وصل می‌کند سیم لاکینگ گفته می‌شود؛ مثلاً سیم کارتهای وودافون در انواع گوشی‌های ارائه شده هنگام خرید از وودافون با هم کار می‌کنند و با جایگزینی سیم کارت گوشی با سیم مثلاً شرکت اورنج گوشی آنتن دهی خود را از دست می‌دهد.
اتومبیل (automobiles) در مورد اتومبیل‌ها ممکن است سازنده بخشی از رادیو پخش و سیستم استریو خودرو را طوری طراحی کند که مثلاً با تعویض بخشی از رادیو پخش یا سیستم استریو شما نمی‌توانید کل پخش اتومبیل خود را بهبود ببخشید یا ممکن است با تعویض بخشی از آن کل مجموعه استریو از کار بیفتد پس خریدار مجبور است یا از استریو خودرو خود استفاده کند یا به دلایل فنی برای بهبود صدای پخش اتومبیل به فروشنده اصلی مراجعه و سیستم را تعویض نمایند. با این کار مشتری شما به شما قفل شده‌است.